# Jack Conley
Jack Conley (Nueva York, 1958) es un actor estadounidense de cine y televisión, reconocido principalmente por figurar en producciones de suspenso y policíacas. Ha aparecido en filmes como Apollo 13, L.A. Confidential, Payback, Collateral Damage, Fast & Furious y The Purge: Anarchy, y en gran cantidad de episodios de series de televisión.
Está casado con la actriz Francesca Casale.

## Filmografía

### Cine
| Año  | Título                                    | Papel                  | Notas |
| ---- | ----------------------------------------- | ---------------------- | ----- |
| 1980 | Heaven's Gate                             | Morrison               |       |
| 1992 | Hit the Dutchman                          | Thomas Dewey           |       |
| 1992 | Mad Dog Coll                              | Owen Madden            |       |
| 1995 | Apollo 13                                 | Reportero              |       |
| 1995 | Baja                                      | Duke                   |       |
| 1995 | Get Shorty                                | Agente Dunbar          |       |
| 1996 | Edie & Pen                                | Pianista               |       |
| 1996 | Hit Me                                    | Guardaespaldas         |       |
| 1996 | The Chamber                               | Vigilante              |       |
| 1996 | The Confidence Man                        | Stevie Grimes          |       |
| 1997 | L.A. Confidential                         | Capitán                |       |
| 1998 | Brown's Requiem                           | Richard Ralston        |       |
| 1998 | Mercury Rising                            | Detective Nichols      |       |
| 1998 | Judas Kiss                                | Detective Matty Grimes |       |
| 1998 | Drought                                   |                        |       |
| 1999 | Payback                                   | Detective Leary        |       |
| 2000 | The Cell                                  | Agente Brock           |       |
| 2000 | Dancing at the Blue Iguana                | Pete Foster            |       |
| 2000 | A Better Way to Die                       | Fletcher               |       |
| 2000 | Traffic                                   | Agente Hughes          |       |
| 2001 | Out of the Black                          | Sheriff Masterson      |       |
| 2002 | Collateral Damage                         | Forense                |       |
| 2002 | Gentle Ben                                | Cal Stryker            |       |
| 2003 | Gentle Ben 2: Black Gold                  | Cal Stryker            |       |
| 2003 | Shade                                     | Buckley                |       |
| 2003 | A House on a Hill                         | Richard Banks          |       |
| 2004 | Criminal                                  | Henry                  |       |
| 2005 | The Unknown                               | Drake Kassel           |       |
| 2005 | Fun with Dick and Jane                    | Agente del INS         |       |
| 2006 | The Alibi                                 | Oficial Holbrook       |       |
| 2006 | Payback: Straight Up - The Director's Cut | Detective Leary        |       |
| 2007 | The Gray Man                              | Detective Will King    |       |
| 2007 | Half Past Dead 2                          | Edward Wallace         |       |
| 2008 | Over Her Dead Body                        | Taxista                |       |
| 2008 | Harold & Kumar Escape from Guantanamo Bay | Diputado Frye          |       |
| 2009 | Fast & Furious                            | Penning                |       |
| 2009 | G-Force                                   | David Trygstad         |       |
| 2009 | The Art of War III: Retribution           | Gaines                 |       |
| 2009 | Crossing Over                             | Agente Poulson         |       |
| 2011 | The Reunion                               | Jack Nealson           |       |
| 2013 | Gangster Squad                            | Sheriff Biscailuz      |       |
| 2014 | The Purge: Anarchy                        | Big Daddy              |       |
| 2017 | Suburbicon                                | Teniente Hightower     |       |
| 2018 | Desolate                                  | Jeb Turner             |       |

### Televisión
| Año            | Título                         | Papel                                                          | Notas       |
| -------------- | ------------------------------ | -------------------------------------------------------------- | ----------- |
| 1970           | ITV Saturday Night Theatre     |                                                                | 1 episodio  |
| 1995           | Tom Clancy's Op Center         | Comandante Harper                                              | Telefilme   |
| 1995/2001      | NYPD Blue                      | Ron Duffy (1995) Teniente Blount (2001)                        | 2 episodios |
| 1995           | Live Shot                      |                                                                | 1 episodio  |
| 1996           | Diagnosis: Murder              | Oficial Frank Barons                                           | 1 episodio  |
| 1996/1999/2004 | JAG                            | Hemlock (1996) Yarborough (1999) Comandante Bob Stanich (2004) | 3 episodios |
| 1996           | Kindred: The Embraced          | Benning                                                        | 1 episodio  |
| 1996           | L.A. Firefighters              | Al Morrison                                                    | 2 episodios |
| 1996           | Touched by an Angel            | Sr. Phelps                                                     | 1 episodio  |
| 1996           | Dark Skies                     | Rawlings                                                       | 1 episodio  |
| 1996           | Apollo 11                      | Deke Slayton                                                   | Telefilme   |
| 1996-1999      | Tracey Takes On...             | Ray (1996) Nick (1997) Eric (1999)                             | 4 episodios |
| 1997           | Profiler                       | Ed Portero                                                     | 1 episodio  |
| 1997           | Players                        | Jay Bagley                                                     | 1 episodio  |
| 1998           | Buffy the Vampire Slayer       | Kane                                                           | 1 episodio  |
| 1998           | Brooklyn South                 | Mike Francis                                                   | 1 episodio  |
| 1999           | The Magnificent Seven          | Yates                                                          | 1 episodio  |
| 2000           | Battery Park                   | Detective Lomar                                                | 1 episodio  |
| 2000           | Judging Amy                    | Terry Bogage                                                   | 1 episodio  |
| 2000           | Freaks and Geeks               | Padrastro de Kim                                               | 1 episodio  |
| 2001-2004      | Angel                          | Sahjhan                                                        | 8 episodios |
| 2002           | Johnson County War             | Jesse Jacklin                                                  | Telefilme   |
| 2003           | Monster Makers                 | Detective Smiley                                               | Telefilme   |
| 2003           | Crossing Jordan                | Shanahan                                                       | 1 episodio  |
| 2003           | She Spies                      | John Marshall                                                  | 1 episodio  |
| 2003/2010      | CSI: Crime Scene Investigation | Sr. Lizzio (2003) Jack Herson                                  | 3 episodios |
| 2004           | Without a Trace                | Mike Carter                                                    | 1 episodio  |
| 2005           | The West Wing                  | Mayor                                                          | 1 episodio  |
| 2005           | Arthur Hailey's Detective      | Knowles                                                        |             |
| 2005           | E-Ring                         |                                                                | 1 episodio  |
| 2005           | McBride: Tune in for Murder    | Paul Bensen                                                    | Telefilme   |
| 2005           | The Closer                     | Agente Jackson                                                 | 2 episodios |
| 2006           | Criminal Minds                 | John Summers                                                   | 1 episodio  |
| 2006           | Grey's Anatomy                 | Jasper Havey                                                   | 1 episodio  |
| 2007           | Big Day                        | Bob Baron                                                      | 2 episodios |
| 2007           | Cold Case                      | Detective Joe Connelly                                         | 1 episodio  |
| 2008           | House M.D.                     | Sheriff Costello                                               | 1 episodio  |
| 2008           | Supernatural                   | Sheriff Britton                                                | 1 episodio  |
| 2009           | CSI: Miami                     | Seth Ellers                                                    | 1 episodio  |
| 2009-2017      | NCIS                           | Detective Danny Sportelli                                      | 3 episodios |
| 2010           | The Mentalist                  | Jefe Donner                                                    | 1 episodio  |
| 2010           | The Booth at the End           | Allen                                                          | 5 episodios |
| 2012           | Sons of Anarchy                | Sargento Mackey                                                | 2 episodios |
| 2013           | American Horror Story: Asylum  | Oficial Woods                                                  | 1 episodio  |
| 2013-2016      | Doc McStuffins                 | Voz                                                            | 6 episodios |
| 2015           | Agent Carter                   | Coronel Ernst Mueller                                          | 1 episodio  |
| 2015           | Justified                      | Barman                                                         | 1 episodio  |
| 2016-2017      | Animal Kingdom                 | Jake                                                           | 4 episodios |
| 2018           | The Crossing                   | Shane Doucette                                                 | 1 episodio  |
| 2018           | Code Black                     | Jonathan Larssen                                               | 1 episodio  |
| 2018           | Westworld                      | Monroe                                                         | 1 episodio  |
| 2018           | S.W.A.T.                       | Weller                                                         | 1 episodio  |
| 2020           | Station 19                     | Capitán Lawrence                                               | 2 episodios |
| 2021           | The Morning Show               | Earl                                                           | 2 episodios |
| 2021-2022      | 9-1-1: Lone Star               | Capitán Tatum                                                  | 1 episodio  |
| 2022           | Chicago Fire                   | Don Kilbourne                                                  | 3 episodios |

### Videojuegos
| Año  | Título                                   | Papel        | Notas |
| 2006 | Tom Clancy's Splinter Cell: Double Agent |              | Voz   |
| 2009 | Red Faction: Guerrilla                   |              | Voz   |
| 2011 | L.A. Noire                               | Vernon Mapes | Voz   |
| 2016 | Mafia III                                | Frank Pagani | Voz   |